# Commit
Commit ist ein Ausdruck aus der Softwaretechnik, der die bestätigende Freischaltung einer oder mehrerer Änderungen beschreibt. Er wird sowohl im Zusammenhang mit der Persistierung von Daten in einer Datenbank als auch beim Einpflegen von Programm-Quelltext in Versionsverwaltungssystemen verwendet.

## Transaktionen
Als Commit bezeichnet man bei Datenbanken den erfolgreichen Abschluss einer Transaktion. Das Ergebnis der Verarbeitungsschritte wird dauerhaft gespeichert, in der Regel durch den SQL-Befehl Commit. Im Gegensatz dazu macht ein Rollback alle Einzelschritte der Transaktion rückgängig und führt das System in den Ausgangszustand zurück.
Transaktionen sind jedoch nicht nur bei Datenbanksystemen üblich, sondern können auch beispielsweise bei Message Oriented Middleware zum Einsatz kommen. Auch hier spricht man beim Abschluss einer Transaktion von einem „Commit“ beziehungsweise „Rollback“ (deutsch: Rückgängigmachen, Annullieren).

## Versionsverwaltung
Als Commit oder Check-In bezeichnet man bei der Verwendung von Versionsverwaltungssystemen den Vorgang des Einspielens von neuem oder geändertem Quelltext und anderer Dateien in das Versionsverwaltungssystem. Dabei wird eine neue Version der Software den anderen an der Softwareentwicklung beteiligten Entwicklern zur Verfügung gestellt.

## Zugesicherter Speicher
Microsoft verwendet den Ausdruck Commit im Sinne von committed memory (= zugesicherter Speicher) im Taskmanager von Windows 10.